# Anders Thisted
Anders Wagner Thisted (6. september 1939 i København – 27. juli 2007 sammesteds) var dansk journalist og gennem næsten 20 år chefredaktør for Billed-Bladet.
Thisted fungerede efter sin uddannelse som journalist flere steder, ikke mindst på B.T., hvortil han kom i 1965. I 1987 blev han chefredaktør på Billed-Bladet, som han stod i spidsen for til sin pensionering i 2006. Han havde en stor andel i, at ugebladet havde held til at fastholde sin plads på dette marked.
Ved siden af sit job havde Thisted flere tillidshverv, blandt andet som formand for BØRNEfonden (1987-1998) og som præsident for den internationale sammenslutning af børnefonde (1993-1995).
Han blev udnævnt til Ridder af Dannebrog i 2005.
Privat var han gift og havde to sønner.
Anders Thisted er begravet på Bispebjerg Kirkegård.